# Антоновка (Логойський район)
Антоновка (біл. Антаноўка) — село в складі Логойського району Мінської області, Білорусь. Село підпорядковане Гайнинській сільській раді і розташоване в північній частині області.